# Chrysocerca nigrivultuosa
Chrysocerca nigrivultuosa är en insektsart som först beskrevs av Douglas E. Kimmins 1956.  Chrysocerca nigrivultuosa ingår i släktet Chrysocerca och familjen guldögonsländor. Inga underarter finns listade i Catalogue of Life.